# 渠江站
渠江站位于湖南省益阳市安化县渠江镇，是沪昆铁路上的火车站。车站由广州局集团怀化车务段管辖，每日仅有一对慢车停靠，不办理货运业务。车站交通不便，仅有水路连接外界。

## 概要
渠江站作为湘黔铁路的一部分于1959年开工、1961年停工，1970年再次开工并于1972年通车:386，当时站内设有2条到发线、1条正线。由于车站附近为安化、溆浦两线的木材集中地，1977年车站新建113米的木材装卸线。1994年车站开始复线化工程，新增加1条股道和渠江高三道桥及新渠江大桥:345。
渠江站内设有4条股道。站场两端为渠江二号隧道和付村隧道，部分站场上跨渠江:344。车站下行至烟溪站区间为雪峰山隧道。